# Лига блюза
Лига блюза — российская блюзовая группа, созданная Николаем Арутюновым в 1979 году. Одна из самых именитых российских блюзовых групп. В разное время в группе играли Сергей Воронов, Борис Булкин, Игорь Кожин, Маша Кац, Лада Колосова.

## История
Николай Арутюнов предпринимал попытки создания блюзовой группы ещё в 1976 году. В оригинальный состав группы вошли: Николай Арутюнов, Сергей Воронов, Борис Булкин, Михаил Савкин.
Создание группы Арутюнов описывал так:

Где-то с полгода я искал музыкантов, знакомых со стилем и базу для репетиций. Наконец, нашлись музыканты и нашлись люди рискнувшие у себя принять «чуждый элемент». Это были комсомольцы нефтегазового НИИ. В обмен на возможность репетировать мы должны были играть там по «красным датам». Первый такой опыт не заставил себя долго ждать. Первомай! Мы сыграли всего четыре или пять «произведений», но этого оказалось достаточно, чтобы ансамбль понял «радужные» перспективы блюза на Руси. На сцену, пошатываясь и краснея глазами, взошёл утончённый знаток музыки и сказал, ставшую потом крылатой, фразу: «Что вы нам тут Баха играете?!»

До 1982 года коллектив назывался «Высшая лига блюза».
В 1986 году вышел англоязычный магнитоальбом «Лига блюза», собравший лучшие композиции текущего репертуара. В записи участвовали Николай Арутюнов, барабанщик Алексей Котов и Михаил Савкин (все остальные инструменты).
В 1987 году «Лига блюза» стала профессиональной группой. В её состав входили: Николай Арутюнов, гитарист Сергей Воронов, басист Александр Солич, барабанщик Юрий Рогожин и саксофонист Гарик Елоян.
В 1988 году группа отправилась в первое международное турне.
В 1989 году в состав группы входили Николай Арутюнов (вокал), гитарист Владимир Долгов, басист Александр Солич, барабанщик Юрий Рогожин и саксофонист Гарик Елоян. В 1989 году в студии Концертного зала «Россия» этим составом были записаны песни «Развяжи мне руки», «Ваша дочь», «Кошка», «Июльский блюз», «Honest I Do» и другие.
В 1989 году группа «Лига блюза» в составе: Николай Арутюнов (вокал), Владимир Долгов (гитара), Виктор Тельнов (бас), Андрей Шатуновский (барабаны) и Лев Землинский (фортепиано) приняла участие в телевизионном конкурсе «Ступень к Парнасу». В этом же составе в 1989 года группа участвовала в «Интершансе» и всесоюзном рок-фестивале «Формула-9» в Ростове.
В 1990 году состав группы изменился: Николай Арутюнов — вокал; Игорь Кожин — гитара; Виктор Тельнов — бас; Андрей Шатуновский — ударные.
В 1992 году группа выступила на фестивале «Блюз в России» в Москве.
В 1994 году группа выступила в джазовом фестивале мира в Монтрё.
В 1995 году «Лига блюза» отметила своё 15-летие. На студии «RDM» вышел альбом «Неужели прошло 15 лет?».
В феврале 1996 года группа играла блюз вместе с приехавшим в Москву на гастроли Би Би Кингом.
В 1997 году «Лига блюза» записала новый альбом, однако издать его не удалось. Из-за кризиса сократилось количество гастролей. Арутюнов создал в 1999 году с гитаристом Дмитрием Четверговым проект «Четверг Арутюнова».
В 2021 году Николай Арутюнов, спустя 22 года после фактического распада «Лиги Блюза», решил снова собрать группу уже с двумя солистами: собой и сыном Сергеем Арутюновым.
В 2023 году сын Николая Сергей Арутюнов стал участником программы «Квартирник на НТВ», посвящённой памяти Н. Арутюнова. Вместе с Сергеем песни его отца исполнили друзья и коллеги Николая Арутюнова.
В настоящее время группа «Лига Блюза» с солистом Сергеем Арутюновым продолжает концертную деятельность.

## Дискография
- 1986 — «Лига блюза» (магнитоальбом)
- 1989 — «Лиге Блюза — 10 лет» (миньон, «Мелодия»)
- 1991 — «Да здравствует ритм-энд-блюз!» (LP, CD; «SNC Records»)
- 1992 — «Блюз в России» (2LP, CD; «Эвита») разные исполнители; «Лига блюза» — 3 песни
- 1995 — «Неужели прошло 15 лет?» (LP, CD; «RDM»)
- 1996 — «The Night Blues Festival» (CD; «Союз») разные исполнители; «Лига блюза» — 4 песни
- 1998 — «Лига блюза. Живая коллекция» (CD, DVD; «Союз»)